# Oncocladium flavum
Oncocladium flavum är en svampart som beskrevs av Wallr. 1833. Oncocladium flavum ingår i släktet Oncocladium och familjen Gymnoascaceae.   Inga underarter finns listade i Catalogue of Life.